# Pinball (jeu vidéo, 1983)
Pour les articles homonymes, voir Pinball.
Pinball est un jeu vidéo de flipper développé et publié par Mattel Electronics, sorti en 1983 sur la console Intellivision.

## Développement
Le développement du jeu Pinball, étalé sur plus de deux ans, est le plus long de l'histoire de Mattel Electronics. Minh Chou Tran, responsable de la programmation, n'a jamais pu résoudre les problèmes de mouvement de la bille. Lorsque Bob Newstadt est chargé de l'aider et résout les bogues du mouvement, tous les deux finalisent le jeu et lui donnent son format final multi-écrans. 
Peggi Decarli et Monique Lujan-Bakerink sont chargées des graphismes, très colorés, qui seront particulièrement remarqués lors de la sortie du jeu.

## Accueil
Dans Classic Gamer Magazine, Frank Traut souligne que Pinball possède « tout ce qu'un vrai amateur de flipper recherche dans un jeu » et apprécie le système des écrans multiples.
Theodore Salamone et Mike Sittnick s'étonnent tous deux, dans Video Games, de la sortie surprise du titre, qui avait été annoncé très tôt après la sortie de la console, et avait disparu depuis des catalogues Mattel,. Ted Salamone apprécie particulièrement les graphismes et le réalisme des mouvements, et aime la variété des spinners, bumpers et autres knockdowns. Il regrette cependant la complexité du mode bonus.

## Héritage
Pinball est présent, émulé, dans la compilation Intellivision Lives! (en) sortie sur diverses plateformes.
Pinball fait partie des jeux intégrés dans la console Intellivision Flashback, sortie en 2014.
Le 25 août 2010, Pinball est ajouté au service Game Room (en) de Microsoft, accessible sur Xbox 360 et PC.
En 2021, la cartouche Intellivision Collection 1 porte douze titres de l'Intellivision, dont Pinball, sur les consoles Evercade.